# Lieke Nooijen
Lieke Nooijen (Helmond, 20 juli 2001) is een Nederlands wielrenner. Zij rijdt vanaf 2024 voor de wielerploeg Visma-Lease a Bike.
In 2019 behaalde zij de derde plaats op het WK wielrennen voor junioren.
Nooijen studeerde in 2021 af aan het Johan Cruyff College Groningen in de richting Sport & Coaching. Ze ging daarna sportmarketing studeren.
In 2024 stapte Nooijen over naar Team Visma-Lease a Bike In juli van dat jaar werd ze tweede op het Nederlands kampioenschap wielrennen op de weg op de individuele tijdrit, achter ploeggenote Riejanne Markus en voor Demi Vollering.

## Palmares

### Wegwielrennen
2023
Argenta Classic-2 Districtenpijl Ekeren-Deurne
Proloog Watersley Womens Challenge
2024
 NK tijdrijden
3e etappe Princess Anna Vasa Tour
Egmont Cycling Race
2025
 NK tijdrijden

## Uitslagen in voornaamste wedstrijden
| Jaar | Ronde van Italië | Ronde van Frankrijk | Ronde van Spanje |
| ---- | ---------------- | ------------------- | ---------------- |
| 2021 |                  |                     |                  |
| 2022 |                  |                     |                  |
| 2023 |                  |                     |                  |
| 2024 | 42e              |                     |                  |
| 2025 | 25e              | 34e                 |                  |

| Jaar | Gent-Wevelgem | Ronde van Vlaanderen | Parijs-Roubaix | Amstel Gold Race |
| ---- | ------------- | -------------------- | -------------- | ---------------- |
| 2021 | 61e           | 84e                  | buit.tijd      |                  |
| 2022 |               |                      | buit.tijd      | 76e              |
| 2023 |               | 76e                  | buit.tijd      | opgave           |
| 2024 |               |                      |                |                  |
| 2025 |               |                      |                |                  |

## Ploegen
- 2021 –  Parkhotel Valkenburg
- 2022 –  Parkhotel Valkenburg
- 2023 –  Parkhotel Valkenburg
- 2024 –  Visma-Lease a Bike
- 2025 –  Visma-Lease a Bike

Van Bokhoven · Bos · Bredewold · Buysman · De Gast · Gerritse · Van Haaften · Van der Hulst · Limpens · Markus · Neylan · Nooijen · Raaijmakers · Van Rooijen · Swinkels
Van Bokhoven · Bos · Bredewold · Frain (vanaf 6/7) · De Gast · Gerritse · Van Haaften · De Jong (tot 15/7) · Limpens · Markus · Nooijen · A. van Rooijen · S. van Rooijen · Schoens · Vanhove · Van der Wolf · Wyllie (vanaf 12/8)
Van Bokhoven · Frain · Gerritse · Van Haaften · Van Helvoirt · Knijnenburg (vanaf 1/8) · Limpens · Molenaar · Nooijen · Poland · A. van Rooijen · S. van Rooijen · Schoens · Souren · Vanhove · Vanpachtenbeke · Van der Wolf (tot 17/5)
Achtereekte · van Agt · von Berswordt · van Empel · Geurts · Henderson · Markus · Nooijen · Oudeman · Reijnhout · Riedmann · Veenhoven · Vigié · Vos · de Vries (vanaf 4/6) · Wolff (stage vanaf 7/9)
Achtereekte · van Agt · von Berswordt · Bunel · Chladoňová · van Empel · Ferrand-Prévot · Fidanza · Geurts · Nooijen · Oudeman · Reijnhout · Riedmann · Veenhoven · Vigié · Vos · de Vries · Wolff